# Codex Chantilly

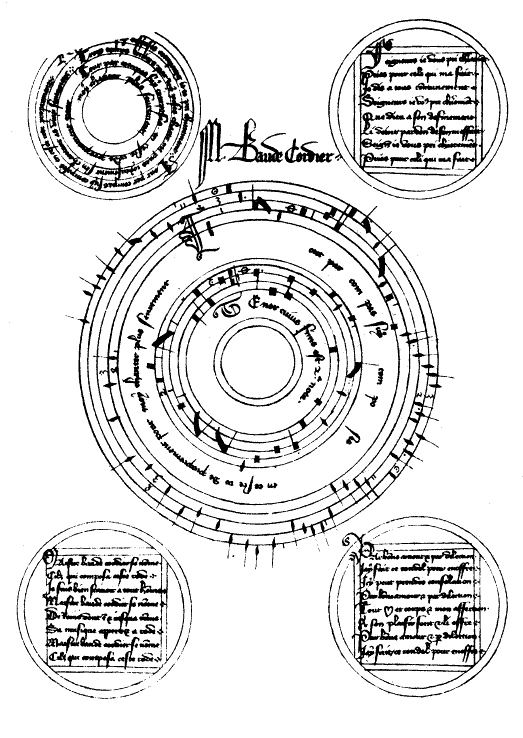
Tout par compas suy composés (folio 12). Canon circulaire de Baude Cordier.

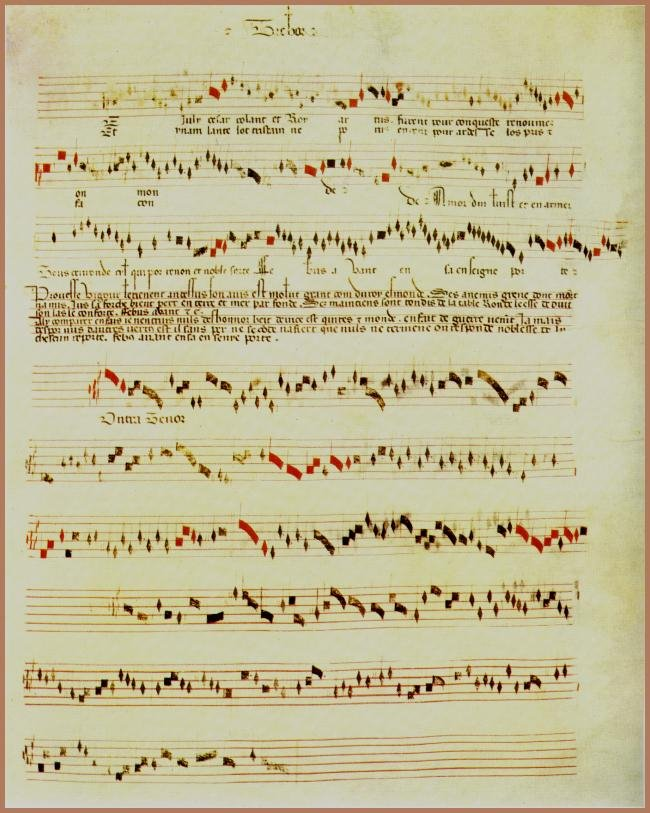
Le folio 43, sur lequel figure la ballade à trois voix, Se Jufy César, Rolant et roy Artus de Trebor du Codex Chantilly au musée Condé. La portée est à six lignes. Les notes rouges indiquent le tempo.

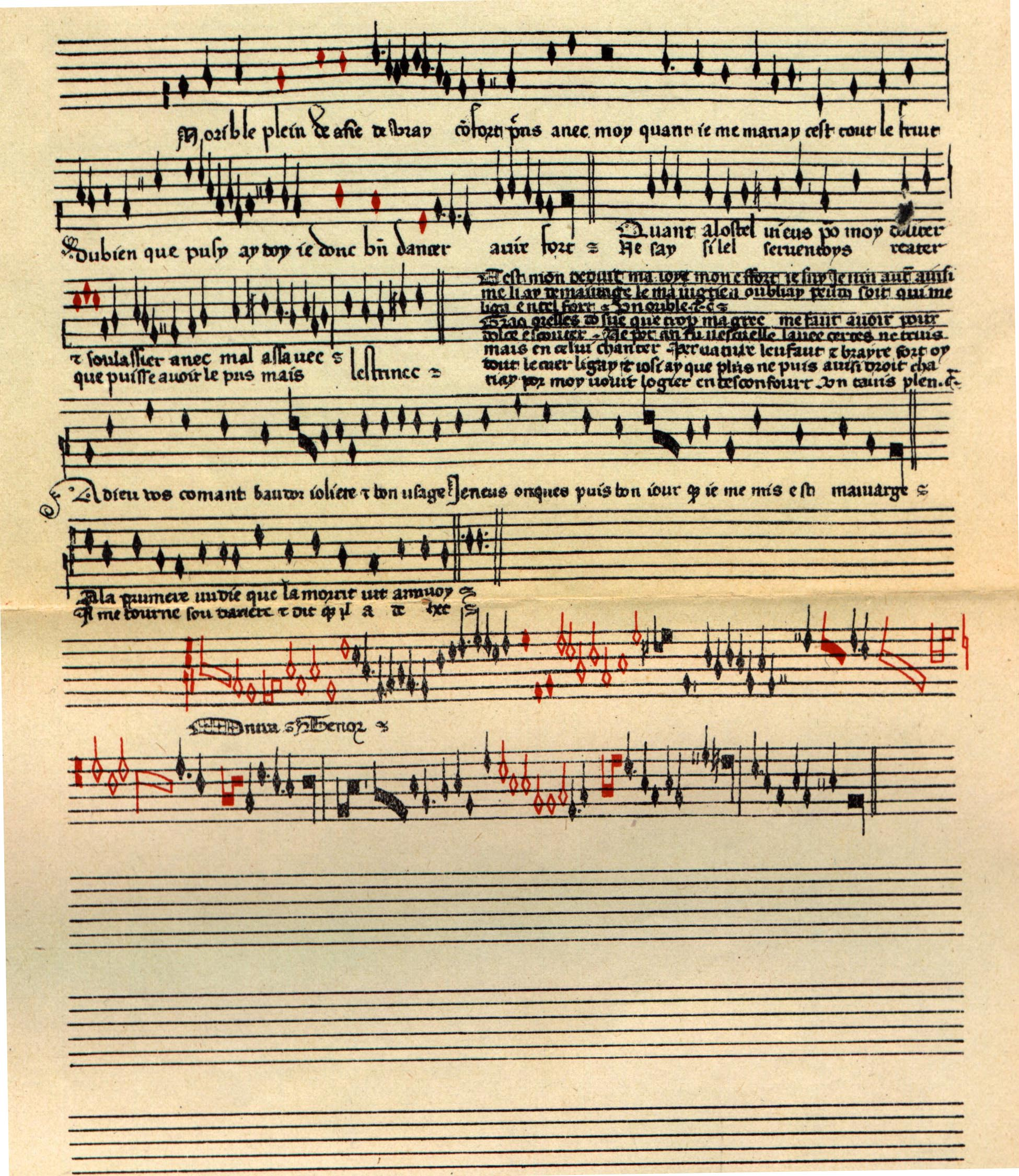
Le folio 13v, un virelai anonyme Un orible plein/Adieu vos comant du Codex Chantilly au musée Condé.

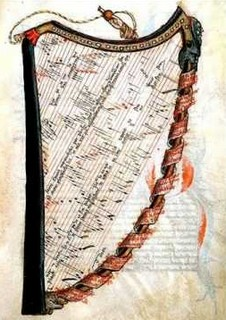
Partition de La Harpe de mélodie de Jacob Senleches (manuscrit aujourd'hui à Chicago, Newberry Library, US-Cn 54.1, folio 10). La partition est présente dans le Codex Chantilly (folio 43 verso), mais sous forme linéaire.

Le Codex Chantilly est un manuscrit du XIVe siècle regroupant des pièces musicales dans le style de l'ars subtilior ou art plus subtil, un style de la musique du Moyen Âge de la fin du XIVe siècle, située entre l'ars nova (1310-1377) et l'école franco-flamande (1420-1600). Le manuscrit est conservé à la bibliothèque du château de Chantilly (sous la cote MS 0564). Il contient 112 pièces de compositeurs représentatifs de cette école, parmi lesquels Baude Cordier, Trebor, Jacob Senleches ou Solage.
La plupart des compositions du Codex datent d'environ 1350-1400. Les 112 pièces, pour l'essentiel de compositeurs français, sont toutes polyphoniques (3 ou 4 voix). Le codex contient de nombreux exemples des chansons de cour les plus répandues de son temps, comme les ballades, rondeaux, virelais et motets isorythmiques.
Parmi les motets, certains ont un rythme extrêmement complexe, et sont écrits dans une notation musicale elle-même compliquée. Deux pièces de Baude Cordier ont été ajoutées un peu plus tardivement en tête du manuscrit, et leur forme inhabituelle reflète leur contenu musical.
Ce manuscrit est l'une des principales sources de l'ars subtilior, avec notamment le Codex Modena.

## Description
Contrairement aux usages de l'époque – et même du siècle suivant – le Codex Chantilly contient des œuvres de compositeurs nommés en abondance et ne laisse que 34 pièces anonymes. Les 34 auteurs cités sont : Baude Cordier, Johannes Haucourt, Matheus de Sancto Johanne, Petrus Fabri, Jacob Senleches, Jehan Vaillant, Solage, Guillaume de Machaut, Grimace, Magister Franciscus, Trebor, Magister Egidius Augustinus, Guido, Johannes Susay, Johannes Olivier, Philippus de Caserte, Johannes Galiot, Jehan Simon Hasprois, Garinus, Johannes Cuvelier, Goscalch, Taillandier, Hymbert de Salinis, Johannes Cesaris, Rodericus, Johannes de Meruco, F. Andrieu, Pierre des Molins, Borlet, Pykini, Gacian Reyneau, Egidius de Pusiex, Philippe Royllart, J. Alanus.
Le manuscrit est célèbre et connu pour la notation extrêmement compliquée de l'ars subtilior, mais il est aussi admiré pour l'aspect décoratif de certaines de ses pages. Il comprend, dans les cinq fascicules du corpus d'origine, 99 chansons (soixante-dix ballades, dix-sept rondeaux, douze virelais), et 13 motets isorythmiques, tous de la deuxième moitié du XIVe siècle. Une pièce de Solage, Très gentil cuer amoureux, est notée deux fois (n°13 et n°81). Quelques-unes des pièces, plus simples, sont de Guillaume de Machaut ou de ses contemporains, alors que les œuvres les plus complexes sont par de musiciens anonymes, ou de compositeurs nommés, de la génération suivante, identifiés au service de la cour de Foix et Aragon, du Palais des papes d'Avignon, ou du Duc de Berry.

### La copie
Le nombre important d'erreurs dans le texte français, et de fautes dans la recopie des partitions conduisent à la conclusion que les cinq fascicules du corpus ont été copiés de l'original français à portée de cinq lignes par un copiste italien qui ne comprenait pas ce qu'il copiait. Les textes ont été copiés d'abord, puis la musique, ce qui explique les décalages par rapport à la musique. Le manuscrit n'a pas été achevé : la place des initiales, qui devait être ensuite confiée à l'enlumineur, est presque partout restée en blanc.
La provenance d'une copie italienne d'un original français, est étayée par une inscription sur la page de titre du manuscrit qui statue qu'en 1461 le livre a appartenu à la famille florentine de Francesco d'Altobianco Alberti (it) qui, bannie de Florence en 1401, a vécu pendant longtemps en France,.

### Le cas Baude Cordier
Maistre Baude Cordier est de Reims comme Machaut, mais son identité n'est pas encore sûre et les conjectures posent encore questions. Il est un des prédécesseurs de Dufay. Les deux compositions, sont stylistiquement et, dans leur technique de notation, d'une période légèrement plus tardive. Elles sont dédicacées à une dame et à un seigneur.
La première écrite dans la forme d'un cœur. « Les premières lettres de chacun des quatre premiers vers forment en acrostiche le nom de Baude. » L'autre sur un cercle, est un canon de 33 mesures. Elizabeth Randell Upton remarque avec pertinence que les deux pages de Cordier sont celles qui sont le plus reproduites, mais qu'ironiquement elles n'appartiennent pas au manuscrit original. Les deux pages ne sont pas sur le même folio, mais chacune sur une feuille. Elles sont placées, comme la table des matières – où elles n'apparaissent pas – en avant de l'ancien corpus, à la place du premier fascicule du manuscrit original qui est perdu. Autre point important : ce sont les deux seules pièces de musiques écrites dans le système français d'une portée à cinq lignes, alors que toutes les autres sont sur une portée à six lignes comme on les trouve habituellement dans les manuscrits italiens. La date de l'ajout est inconnu et la main, communes aux deux, est en revanche différente du corpus.

### Les dessins
Deux dessins à la plume ont été tracés sur les folios 25 et 37. Ils sont situés sur les belles pages d'un nouveau cahier. Folio 25, est représenté un D où figurent deux dragons. Folio 37, un L où un monstre s'y enroule, occupe toute la marge de gauche. En bas de la page, deux groupes de quatre moines chanteurs sont dessinés. La date de la réalisation est plus tardive, et selon les experts située vers le début du XVe ou plus. Upton rappelle que ces dessins n'ont pas à être rapprochés du plan original du manuscrit, ni des œuvres qui les portent.

### La découverte
Quatre cents ans exactement après Alberti, en 1861, Henry de Triqueti, sculpteur et amateur éclairé, trouve ce volume à Florence, chez M. Bigazzi, secrétaire de l'Accademia della Crusca, et l'achète pour la bibliothèque. Le manuscrit était en feuilles ; Triqueti l'a orné d'un frontispice.

## Format
Le manuscrit est en vélin, les feuilles sont de 38,7 cm sur 28,6 cm. Sans compter les feuillets ajoutés en 1880 au moment de la reliure et qui contiennent le frontispice et une table, ce volume est constitué de 64 folios de parchemin, à savoir 4 folios préliminaires qui n'avaient pas été compris dans la pagination primitive (aujourd'hui cotés 9-12), et 60 feuilles cotés 13-72 (en chiffres romains). La disparition des feuillets 1-12 est ancienne, puisqu'une table ajoutée au commencement, en caractères du XVe siècle, ne s'applique qu'au contenu des feuillets 13-72.

## Contenu
Pour rappel, la structure des genres, du simple au complexe, est le suivant :
- Virelai : A bba A...
- Rondeau : AB aA ab AB
- Ballade : 3 strophes de forme aab. La forme est simple mais les œuvres qui l'utilisent sont d'une écriture complexe. C'est le genre dominant du XIVe. Ces trois genres représentent 99 titres.
- Motet (13) : est construit sur la voix inférieure, fragment de plain-chant répété tout le long du morceau — d'où les termes d'isorythmique et de teneur. Sur cette voix, se superposent les autres plus ornées et au(x) texte(s) différent(s), en glosant la teneur.

| auteur                                     | no     | folio      | genre   | incipit                                                                                       | voix                                       | note |
| ------------------------------------------ | ------ | ---------- | ------- | --------------------------------------------------------------------------------------------- | ------------------------------------------ | --- |
| Baude Cordier                              | no 1   | fo 11v     | rondeau | Belle, bonne, sage, plaisant et gente                                                         | 3 voix                                     | (cf. Illustration) |
| Baude Cordier                              | no 2   | fo 12      | rondeau | Tout par compas suy composée                                                                  | 3 voix (2 écrites plus troisième en canon) | Le cercle est constitué de 33 mesures. cf. illustration |
| Borlet                                     | no 89  | fo 54v     | virelai | Hé, très doulz roussignol joly                                                                | 4 voix                                     | Borlet est l'anagramme de Trébol, un compositeur français au service de Martin V d'Aragon en 1409. La pièce est en imitation d'oiseau, genre à succès de l'époque. |
| Magister Egidius                           | no 21  | fo 22      | ballade | Roses et lis ay veu en une flour                                                              | 3 voix                                     | Magister Egidius Augustinus. |
| F[ranciscus] Andrieu                       | no 84  | fo 52      | ballade | Armes, amours, dames, chevalerie/O flour                                                      | 4 voix                                     | c. 1377. Ballade du poète Eustache Deschamps, sur la mort de Guillaume de Machaut. Deschamps est un élève de Machaut. Il s'agit de l'une des premières déplorations connue. Elle cite la messe mariale de Machaut (Gloria et Credo) sur les mots La mort Machaut. Il est possible qu'Andrieu soit le même que le Magister Franciscus des no 16 et 18. |
| Magister Franciscus                        | no 16  | fo 19v     | ballade | De Narcissus, home très ourguilleus                                                           | 3 voix                                     | |
| Magister Franciscus                        | no 18  | fo 20v     | ballade | Phiton, Phiton, beste très venimeuse                                                          | 3 voix                                     | Cite texte et musique de la ballade de Machaut « Phiton le mervilleus serpent », mais en remanie le texte pour évoquer l'ennemi de Fébus, surnom de Gaston III de Foix-Béarn. |
| Gacian Reyneau                             | no 93  | fo 56v     | rondeau | Va t en mon cuer aveuc mes yeux                                                               | 3 voix                                     | Une quatrième voix se trouve dans le codex Reina. |
| Garinus                                    | no 51  | fo 36v     | rondeau | Loyauté me tient en espoir                                                                    | 3 voix                                     | Ce petit rondeau figure exceptionnellement sur la même page que le 52. |
| Goscalch                                   | no 58  | fo 39v     | ballade | En nul estât n'a si grant fermeté                                                             | 3 voix                                     | L'auteur n'est connu que par cette pièce. |
| Grimace ou Grymace                         | no 15  | fo 19      | ballade | Se Zephirus, Phebus et leur lingnie/Se Jupiter, qui donna seigneurie                          | 3 voix                                     | Le compositeur est en connexion avec Avignon. On connaît de lui 3 ballades (le 15 et le 86), un rondeau et un virelai (91). |
| Grimace ou Grymace                         | no 86  | fo 53      | ballade | Des qu buisson me fu boutez d'enfance                                                         | 4 voix                                     | |
| Grimace ou Grymace                         | no 91  | fo 55v     | virelai | Alarme, alarme, sans séjour                                                                   | 4 voix                                     | Figure aussi dans le codex Reina. |
| Guido                                      | no 27  | fo 25      | rondeau | Dieux gart qui bien le chantera                                                               | 3 voix                                     | Cet auteur est identifié avec Guido de Lange chanteur à la chapelle papale d'Avignon, et présent avant le schisme. Les deux pièces du codex, seules œuvres connues, semblent être datées du début de l'Ars Subtilior « car leurs textes ironisants témoignent du point de vue du style et de la notation, de voies nouvelles qui se détournent des vieux modèles ». Mais la musique utilise les mêmes procédés dont le texte se plaint.                                                                          |
| Guido                                      | no 28  | fo 25v     | ballade | Or voit tout en aventure                                                                      | 3 voix                                     | |
| Guido                                      | no 29  | fo 25v     | rondeau | Robin muse, muse, muse/Je ne say fere fuszee                                                  | 3 voix                                     | Le nom de l'auteur apparaît dans la partie de ténor. Pas d'autre source. Ce petit rondeau figure exceptionnellement sur la même page que le 28. |
| [Guillaume de Machaut]                     | no 14  | fo 18v     | ballade | De petit peu devient voulenté                                                                 | 3 voix                                     | Voici le plus vieux compositeur représenté, Machaut (mort en 1377). Cette ballade figure dans une dizaine de manuscrits musicaux et quatre de poésies, principalement d'origine italienne. |
| [Guillaume de Machaut]                     | no 78  | fo 49      | ballade | De fortune me doi plaindre                                                                    | 4 voix                                     | |
| Guillaume de Machaut                       | no 88  | fo 54      | ballade | Quant Theseus, Hercules et Jason/Ne quier veoir                                               | 4 voix                                     | |
| Hymbert de Salinis                         | no 72  | fo 46      | ballade | En la saison que toute ries s'encline                                                         | 3 voix                                     | Sur des vers de Jean Cuvelier. Dans le texte figure le nom et les armes d'Olivier du Guesclin. Dans le texte apparaît dans la partie ténor, Jo. Cunelier. Pas d'autre source. |
| Jacob de Senleches                         | no 11  | fo 17      | ballade | Fuions de ci, fuions, povre compaingns                                                        | 3 voix                                     | 1382 ou après. La date est celle de la mort d'Éléonore d'Aragon, reine de Castille, ce qui est un des seuls éléments biographique de l'auteur connu. Senleches est présumé être le harpiste (juglar de harpa) de la reine Éléonore de Castille (voir 67). En 1383, il est documenté au service sur Cardinal Pedro de Luna, futur antipape Benoît XIII d'Avignon. On recense quatre ballades et deux virelais. Dans le virelais Tel me voit, il rend hommage à Guido, ce qui laisse penser qu'il en fut un élève. |
| Jacob de Senleches                         | no 67  | fo 43v     | virelai | La harpe de mellodie                                                                          | 3 voix (2 écrites plus troisième en canon) | Greene suggère que l'ajout du nom de Senleches est de la main de Baude Cordier, auteur des célèbres pages collées avant le début du corpus, mais selon Upton il n'y a pas de preuve certaine de cette suggestion. Le virelais remarquablement compliqué, est écrit sur une portée à neuf lignes et fut « très admiré par les contemporains ». Voyez le manuscrit de la Newberry Library 54.1, fo 10, reproduit en illustration.                                                                                  |
| Jo. de alte curie                          | no 8   | fo 15v     | rondeau | Se doit il plus en biau semblant fier                                                         | 3 voix                                     | |
| Jacomi                                     | no 69  | fo 44v     | ballade | Je me merveil aucune fois comment/J’ay plusieurs fois                                         | 3 voix                                     | La ballade « fulmine contre le dilettantisme musical » : la composition accumule les subtilités de notation. Le refrains est un canon, mais le compositeur écrit la même musique avec deux systèmes de notation différent. |
| Johannes Aleyn (Alanus)                    | no 111 | fo 70v-71  | motet   | Sub Arturo plebs/Fons citharizantium/[In omnem terram]                                        | 3 voix                                     | c. 1358. Le motet, longtemps classé dans les anonymes, est écrit pour la célébration du 23 avril 1358 de la victoire de Poitiers. Alanus, d'origine anglaise est mort en 1373. Le texte le cite à la fin. |
| Johannes Cesariss                          | no 73  | fo 46v     | ballade | La dieus d'amours, sires de vrais amans                                                       | 3 voix                                     | Le nom de l'auteur est copié dans la partie de ténor. Pas d'autre source. |
| Johannes Cunelier                          | no 55  | fo 38      | ballade | Se Galaas et le puissant Artus                                                                | 3 voix                                     | Généralement connu sous le nom de Jean [ou Jacquemart le] Cuvelier (de Tournais) et faiseur de Charles V. Il est l'auteur d'une chronique de Bertrand du Guesclin, datée de 1387. À Gaston III « Fébus » (1331–1391), comte de Foix. |
| Johannes Cunelier                          | no 61  | fo 40v     | ballade | Lorques, Arthus, Alixandre et Paris                                                           | 3 voix                                     | |
| Johannes Cunelier                          | no 63  | fo 41v     | ballade | Se Geneive, Tristan, Yssout, Helainne                                                         | 3 voix                                     | |
| Johannes Galiot                            | no 45  | fo 33v     | ballade | En atendant souffrir m'estruet grief payne                                                    | 3 voix                                     | Galiot, actif à la fin du XIVe, est l'un des derniers représentant de l'ars subtilior. On ne connaît rien de sa vie et même son identité est mystérieuse. |
| Johannes Galiot                            | no 53  | fo 37      | ballade | Le sault périlleux a l'aventure prins                                                         | 3 voix                                     | Selon un manuscrit hébreu du début du XVe, cette ballade a eu une énorme influence sur la culture musicale d'avant 1400 à Paris. |
| Johannes Galiot                            | no 59  | fo 40      | ballade | En attendant d'amer [avoir] la douce vie                                                      | 3 voix                                     | |
| Johannes Galiot                            | no 68  | fo 44      | ballade | En attendant espérance conforte                                                               | 3 voix                                     | |
| Johannes de Meruco                         | no 83  | fo 51v     | ballade | De home vray a mon jugement                                                                   | 4 voix                                     | L'auteur français est inconnu, mais sa musique aux rythmes complexes est typique du genre des compositeurs de la cour d'Avignon. |
| Johannes Olivier                           | no 41  | fo 31v     | ballade | Si con cy gist mon cuer en grief martire                                                      | 3 voix                                     | Le compositeur français, n'est connu que par cette pièce à la complexité rythmique qui utilise des trois pour quatre et des neuf pour six. Autre élément remarquable, le texte donne des instructions sur la manière d'interpréter la musique : « Des trois pars, fais deux ; laisse la moicture / De tamps parfayt, sur ce point je t'avis : / Partis a quart, la quarte part ravis, etc. » |
| Johannes Simonis de Haspre ou Ja. de Noyon | no 46  | fo 34      | ballade | Ma douce amour, je me doy ben conplaindre                                                     | 3 voix                                     | |
| Johannes Simonis de Haspre ou Ja. de Noyon | no 47  | fo 34v     | ballade | Puisque je sui fumeux plains de fumée                                                         | 3 voix (2 écrites plus troisième en canon) | L'attribution « Hasprois » est ajoutée. |
| Johannes Susay ou Suzoy                    | no 39  | fo 30v     | ballade | Pictagoras, Jabol et Orpheus                                                                  | 3 voix                                     | Le français Suzoy, qui doit beaucoup à Machaut, a laissé les trois ballades dans le codex et un Gloria. Ses pièces figurent parmi les plus complexes de l'ars subtilior. |
| Johannes Susay ou Suzoy                    | no 49  | fo 35v     | ballade | Prophilias, un des nobles de Roume                                                            | 3 voix                                     | |
| Johannes Susay ou Suzoy                    | no 85  | fo 52v     | ballade | A l'arbre sec puis estre comparé                                                              | 4 voix                                     | |
| Johannes Vaillant                          | no 12  | fo 17v     | rondeau | Très doulz amis, tout ce que proumis t'ay                                                     | 3 voix                                     | Jean Vaillant est cité dans un traité anonyme de théorie poétique, Règle de la Seconde Rhétorique comme poète et maître de chant d'une école de musique à Paris. Un autre traité de théorie musicale, ajoute qu'il a enseigné l'harmonie avec « Le sault perilleux » de Johannes Galiot qui figure en 53. Il est donc parmi les plus anciens du recueil. |
| Johannes Vaillant                          | no 30  | fo 26      | rondeau | Pour ce que je ne say gairez                                                                  | 3 voix (2 écrites plus troisième en canon) | |
| Johannes Vaillant                          | no 31  | fo 26v     | rondeau | Dame doucement trait/Doulz amis                                                               | 3 voix                                     | 1369. Cette date confirme que cet auteur est parmi les plus vieux du recueil, après Machaut. |
| Johannes Vaillant                          | no 32  | fo 27      | ballade | Oncques Jacob por la belle Rachel                                                             | 3 voix                                     | |
| Johannes Vaillant                          | no 100 | fo 60      | virelai | Par maintes foys ay oy recorder                                                               | 3 voix                                     | |
| Matheus de Sancto Johanne                  | no 9   | fo 16      | rondeau | Je chante ung chant en merencoliant                                                           | 3 voix                                     | |
| Matheus de Sancto Johanne                  | no 48  | fo 35      | ballade | Sanz vous ne puis, très douce créature                                                        | 3 voix                                     | |
| Matheus de Sancto Johanne                  | no 94  | fo 57      | ballade | Science n’a nul ennemi                                                                        | 4 voix                                     | |
| Matheus de Sancto Johanne                  | no 99  | fo 59v     | rondeau | Fortune faulce, parverse                                                                      | 4 voix                                     | |
| Mayhuet de Joan                            | no 62  | fo 41      | ballade | Inclite flos orti Gebennensis                                                                 | 3 voix                                     | Auteur peut être identique à Matheus de Sancto Johanne (cf. 10, 49, 93 & 98). Mayhuet est l'un des chapelains privés du pape Clément dans les années 1380. La ballade, dédiée au Pape, fait allusion aux origines genevoise de Clément et sur la partie de ténor est indiquée pro papa Clemente. En laissant la forme fixe de la ballade et en considérant son but, Inclite flos pourrait être classé comme motet.                                                                                               |
| Pierre des Molins                          | no 87  | fo 53v     | ballade | De ce que foul pensé souvent remaynt                                                          | 3 voix                                     | Une quatrième voix se trouve dans le codex Reina. L'auteur n'est connu que par deux pièces, l'autre étant « Amis tout dous vis » qui apparaît aussi en version instrumentale deux fois. |
| Petrus Fabri                               | no 10  | fo 16v     | virelai | Laus detur multipharia                                                                        | 4 voix                                     | Pièce en l'honneur de sainte Catherine (de Sienne), qui implora le pape Grégoire de retourner à Rome (1376). Le nom de l'auteur apparaît à la fin. |
| Philippus de Caserte                       | no 42  | fo 32      | ballade | De ma dolour ne puis trouver confort                                                          | 3 voix                                     | Philippus de Caserte ou Caserta, Philippot, Philipoctus, un compositeur italien, né à Caserte près de Naples. |
| Philippus de Caserte                       | no 54  | fo 37v     | ballade | Par le grant senz d'Adriane la sage                                                           | 3 voix                                     | |
| Philippus de Caserte                       | no 56  | fo 38v     | ballade | Il n'est nulz homs en ce monde vivant                                                         | 3 voix                                     | |
| Philippus de Caserte                       | no 57  | fo 39      | ballade | En remirant vo douce pourtraiture                                                             | 3 voix                                     | |
| Philippus de Caserte                       | no 71  | fo 45v     | ballade | Par les bons Gedeon et Sanson delivre                                                         | 3 voix                                     | La pièce nomme explicitement le pape Clément VII, Le pape souverain appelé Clément. |
| Pykyni ou Pykini                           | no 90  | fo 55      | virelai | Playsance or tost aeuz vous                                                                   | 4 voix                                     | Le nom est peut-être la corruption de Picquigny, non loin d'Amiens. Pykini est peut-être le même que Robert de Picquigny, chamberlain de Charles II de Navarre. |
| Henricus Egidius de Pusiex                 | no 102 | fos 61v-62 | motet   | Yda Capillorum/Ante thorum trinitatis/Porcio nature                                           | 4 voix                                     | |
| Philippus Royllart                         | no 106 | fos 65v-66 | motet   | Rex Karole, Johannis genite/Leticie, pacis, concordie                                         | 4 voix                                     | Rex Karole (vocatif de Karolus variante de Carolus), c'est-à-dire Charles V. |
| S. Uciredor                                | no 77  | fo 48v     | ballade | Angelorum psalat tripudium                                                                    | 3 voix (2 écrites plus troisième en canon) | |
| [Solage]                                   | no 13  | fo 18      | virelai | Très gentil cuer amoureux, attraians                                                          | 3 voix                                     | cf. 81 |
| Solage                                     | no 17  | fo 20      | ballade | En l'amoureux vergier vis una flour                                                           | 3 voix                                     | c. 1389. L'auteur est le plus représenté dans le manuscrit (10 attributions plus deux fortement possibles). Il est peut-être originaire d'Auvergne où se trouvent de nombreux villages du nom de « Soulage ». La pièce est signée d'un rébus musical sur son nom : sol-Age. La question reste ouverte de savoir s'il s'agit d'un nom véritable ou d'une anagramme (comme Trebor). |
| Solage                                     | no 24  | fo 23v     | ballade | Corps femenin par vertu de nature                                                             | 3 voix                                     | |
| Solage                                     | no 50  | fo 36      | ballade | S'aincy estoit que ne feust la noblesce                                                       | 3 voix                                     | Éloge de Jean, duc de Berry, explicitement cité : « le bon et gentil Jean, duc de Berry » et le qualifie de « fleur du monde » expression concluant le 17. Peut être une pièce datée du mariage du duc en 1389, comme le 17. |
| Solage                                     | no 79  | fo 49v     | ballade | Le basile de sa propre nature                                                                 | 4 voix                                     | |
| Solage                                     | no 80  | fo 50      | ballade | Calextone, qui fut dame d'Arouse                                                              | 3 voix                                     | Les vers du poème (ainsi que celui de Corps feminin, no 24) forment en acrostiche le nom de Cathelline, allusion à la sœur du roi Charles VI et première épouse de Jean de Berry en 1386. |
| Solage                                     | no 81  | fo 50v     | virelai | Très gentil cuer amoureux, attraians                                                          | 3 voix                                     | cf. 13. La quatrième voix qui explique la copie, n'a jamais été ajoutée. |
| Solage                                     | no 95  | fo 57v     | ballade | Helas ! Je voy mon cuer a fin venir                                                           | 4 voix                                     | |
| Solage                                     | no 96  | fo 58      | ballade | Pluseurs gens voy qui leur pensée                                                             | 4 voix                                     | |
| Solage                                     | no 97  | fo 58v     | virelai | Joieux de cuer en seumellant estoye                                                           | 4 voix                                     | |
| Solage                                     | no 98  | fo 59      | rondeau | Fumeux fume par fumée                                                                         | 3 voix                                     | Solage pourrait avoir fait partie des Fumeux (Jean Fumeux), des bohémiens habillés de façon extravagante (cf. aussi Hasprois 47). |
| Taillandier                                | no 65  | fo 42v     | ballade | Se Dedalus an sa gaye mestrie                                                                 | 3 voix                                     | |
| [Johan Robert] Trebor                      | no 19  | fo 21      | ballade | Passerose de beauté la noble flour                                                            | 3 voix                                     | |
| [Johan Robert] Trebor                      | no 20  | fo 21v     | ballade | En seumeillant m'avint une vesion                                                             | 3 voix                                     | |
| [Johan Robert Trebor]                      | no 38  | fo 30      | ballade | Se Alixandre et Hector fussent en vie                                                         | 3 voix                                     | À Gaston Fébus, comte de Foix. Deux lignes manquent dans le manuscrit et ont été rendus par Green. |
| [Johan Robert] Trebor                      | no 40  | fo 31      | ballade | Quant joyne cuer en may est amoureux                                                          | 3 voix                                     | À Gaston Fébus, comte de Foix. |
| [Johan Robert] Trebor                      | no 64  | fo 42      | ballade | Hélas, pitié envers moy dort si fort                                                          | 3 voix                                     | |
| [Johan Robert] Trebor                      | no 66  | fo 43      | ballade | Se Jufy César, Rolant et roy Artus                                                            | 3 voix                                     | À Gaston Fébus, comte de Foix. (cf. Illustration) |
| anonyme                                    | no 3   | fo 13      | ballade | Toute clarté m'est obscure                                                                    | 3 voix                                     | Ce folio 13 est la première page du manuscrit, tel qu'il a subsisté. La figuration du monde inversé paraît dans la musique où la voix aiguë descend de près d'une octave, alors que le ténor monte au-dessus. |
| anonyme                                    | no 4   | fo 13v     | virelai | Un crible plein d'eau... de vray confort/Adieu vos comant                                     | 3 voix                                     | La pièce par le cantus s'en prend aux pièges du mariage, pendant que le contreténor s'agite en rythmes syncopés « illustre les terribles conflits » du texte. Cf. illustration |
| anonyme                                    | no 5   | fo 14      | virelai | Très douce playsant figure                                                                    | 3 voix                                     | |
| anonyme                                    | no 6   | fo 14v     | ballade | Ma dame m'a congié douné                                                                      | 3 voix                                     | |
| anonyme                                    | no 7   | fo 15      | virelai | A mon pouir garde et vuil garder                                                              | 3 voix                                     | |
| anonyme                                    | no 22  | fo 22v     | ballade | Le mont Aon de Thrace, Doulz pais                                                             | 3 voix                                     | Chante les louanges de Gaston Febus, protecteur des arts. Gaston est le tuteur de Jeanne de Boulogne, mariée avec Jean de Berry en 1389. La pièce est peut-être de Solage. |
| anonyme                                    | no 23  | fo 23      | ballade | Sans joye avoir ne puet                                                                       | 3 voix                                     | |
| anonyme                                    | no 25  | fo 24      | virelai | Je ne puis avoir plaisir                                                                      | 3 voix                                     | |
| anonyme                                    | no 26  | fo 24v     | ballade | Medee fu en amer veritable                                                                    | 3 voix                                     | Une attribution possible : Philippus de Caserte. La proposition est confortée par la grande similarité de style avec Par les bons Gedeon et Sanson delivre (no 71). |
| anonyme                                    | no 33  | fo 27v     | ballade | Se je cuidoie tous jours vivre en tel point                                                   | 3 voix                                     | |
| anonyme                                    | no 34  | fo 28      | ballade | De quan qu’on peut belle et bonne estrener                                                    | 3 voix                                     | Le style excentrique de cette ballade évoque celui de Matteo da Perugia ou du moins un émule de son écriture polyrythmique. |
| anonyme                                    | no 35  | fo 28v     | ballade | Ung lion say de tots belle figure                                                             | 3 voix                                     | |
| anonyme                                    | no 36  | fo 29      | rondeau | O bonne, douce Franse                                                                         | 3 voix                                     | |
| anonyme                                    | no 37  | fo 29v     | ballade | Va, Fortune                                                                                   | 3 voix                                     | |
| anonyme                                    | no 43  | fo 32v     | ballade | En un peril doutous bien delitable                                                            | 3 voix                                     | |
| anonyme                                    | no 44  | fo 33      | ballade | Plus ne put musique son secret taire                                                          | 3 voix                                     | |
| anonyme                                    | no 52  | fo 36v     | rondeau | Espoir dont tu m’as fayt partir                                                               | 3 voix                                     | |
| anonyme                                    | no 60  | fo 40      | rondeau | Se vos me voles fayre outrage                                                                 | 3 voix                                     | Ce petit rondeau partage la page avec le Galiot du 59 : il pourrait être aussi de lui. Le texte a été amputé, mais la musique semble complète. Pas d'autre copie. |
| anonyme                                    | no 70  | fo 45      | ballade | Lameth, Judith et Rachel                                                                      | 3 voix                                     | |
| anonyme                                    | no 74  | fo 47      | ballade | Adieu vous di, très doulce compaygnie                                                         | 3 voix                                     | La pièce est peut-être de Solage. |
| anonyme                                    | no 75  | fo 47v     | ballade | Entalbion de fluus environnée                                                                 | 3 voix                                     | |
| anonyme                                    | no 76  | fo 48      | ballade | De tous les moys que sunt en la sayson                                                        | 3 voix                                     | |
| anonyme                                    | no 82  | fo 51      | ballade | Bien dire et sagement parler                                                                  | 4 voix                                     | Attribution possible à Solage. Figure aussi dans le manuscrit de Cambrai (BM 1328, fo 3). |
| anonyme                                    | no 92  | fo 56      | ballade | Cine vermeil, cine de tres haut pris                                                          | 3 voix                                     | fo |
| anonyme                                    | no 101 | fo 60v-61  | motet   | Apta caro/Flos Virginum/Alma redemptoris [mater]                                              | 4 voix                                     | |
| anonyme                                    | no 103 | fos 62v-63 | motet   | Degentis vita quid prodest/Cum vix ardidici prompti sint/Vera pudicicia                       | 4 voix                                     | |
| anonyme                                    | no 104 | fos 63v-64 | motet   | Pictagore per dogmata/Rosa vernans caritatis/O terra sancta                                   | 4 voix                                     | 1374-1376. Le motet est pour Grégoire XI (Pierre Roger de Beaufort), neveux de Clément VI. La partie de ténor Rosa vernans... évoque les armoiries de Roger en jeu de mots sur rosiers et le texte évoque le retour de la papauté à Rome, sous couvert de la reconquête de la Terre Sainte. |
| anonyme                                    | no 105 | fos 64v-65 | motet   | Alpha vibrans monumentum/Amicum querit/Cetus venit heroycus                                   | 4 voix                                     | |
| anonyme                                    | no 107 | fos 66v-67 | motet   | L’ardure qu’endure/Tres dous espoir/Ego rogavi Deum                                           | 4 voix                                     | |
| anonyme                                    | no 108 | fos 67v-68 | motet   | Alma polis religio/Axe poli cum artica                                                        | 4 voix                                     | |
| anonyme                                    | no 109 | fo 68v-69  | motet   | Inter densas deserti/Imbribus irriguis/Admirabile est nomen tuum                              | 3 voix                                     | Pièce dédiée à Gaston Fébus. |
| anonyme                                    | no 110 | fos 69v-70 | motet   | Multipliciter amando/Letificat juventutem meam/Favore habundare                               | 3 voix                                     | |
| anonyme                                    | no 112 | fos 71v-72 | motet   | Tant a suptile pointure/Bien pert qu’en moy n’a dart/Cuius Pulcritudinem sol et luna mirantur | 3 voix                                     | |
| anonyme                                    | no 113 | fo 72v     | motet   | D’ardant desir/Se fus d’amer/Nigra est set formosa                                            | 3 voix                                     | |
| auteur                                     | no     | folio      | genre   | incipit                                                                                       | voix                                       | note |

## Éditions
La première édition moderne partielle est de Willi Apel, avec une préface de Paul Hindemith, et date de 1950 : Willi Apel, Robert W. Linker et Urban T. Holmes (éditeurs), French secular music of the late fourteenth century, (avec une préface de Paul Hindemith), Cambridge, Mass., Mediaeval academy of America, no 55, 1950, XII-39-133 Plus tard, Willi Apel en édite une grande sélection dans le Corpus mensurabilis musicae volume 53 (trois tomes, 1970-72).
Une édition en facsimilé a été publiée en 2008 : Yolanda Plumley & Anne Stone (éditeurs), Codex Chantilly : Bibliothèque du château de Chantilly, Ms. 564, Turnhout/Brepols, 2008.

## Discographie
- Ce diabolic chant - Medieval Ensemble of London, dir. Peter Davies et Timothy Davies (janvier 1982 - L'Oiseau Lyre 475 9119)
Contient : fos 17, 25, 25v, 30v, 31v, 35v, 37, 40, 43v, 44, 44v, 52v, 75.
- Codex Chantilly : Airs de cour du XIVe siècle - Ensemble Organum, dir. Marcel Pérès (1987 - Harmonia Mundi HMC 901252)
Contient : fos 11v, 12, 13, 23, 25, 25v, 38, 39v, 43v, 47, 52, 59.
- Ars Magis Subtiliter: Secular Music of the Chantilly Codex - Ensemble Project Ars Nova, (1989 - New Albion recording NA 021)
Contient : fos 11, 12, 15, 24v, 29v, 30v, 34v, 39v, 52, 53v, 54, 55v, 59, 60.
- Musique à la cour de Gaston Febus - Huelgas Ensemble, dir. Paul Van Nevel (25-28 octobre 1991 - Sony SK 48195)
Contient : fos 22, 21v, 38, 59, 68-69.
- Balades A III Chans - Ferrara Ensemble, dir. Crawford Young (mars 1994 - Arcana 32 / "Figures of Harmony" 4CD A 382) (OCLC 923760144)
Contient : fos 12, 19, 22v, 30, 42, 45, 47.
- Papes et Antipapes, Musiques pour les cours d'Avignon et Rome  - Orlando Consort (11/18 septembre 1994 - Metronome MET CD 1008)
Contient : fos 41, 45v, 63v-64. Trois pièces et un choix d'autres centrées sur les deux cours papales, replacent cette musique dans le contexte historique.
- Fleurs de Vertus - Ferrara Ensemble, dir. Crawford Young (janvier 1996 - Arcana 40 / « Figures of Harmony » 4CD A 382) (OCLC 923760144)
Contient : fos 18, 21v, 30v, 36, 38v, 43, 45v, 47v, 56v.
- En doulz chastel de Pavie - Ferrara Ensemble, dir. Crawford Young (juin 1997, Harmonia Mundi HMC 905241 / « Figures of Harmony » 4CD Arcana A 382) (OCLC 40618524 et 923760144)
Contient : fos 17, 21, 22, 23v, 24v, 25v, 31, 48v, 50.
- Ars subtilior - New London Consort : Catherine Bott (soprano), Tom Finucane et Jacob Heringham (luths), Pavlo Beznoziuk et Mark Levy (fiddles), dir. Philip Pickett et flûte à bec (1998 - Linn Records CKD 039)
Contient : fos 34, 39, 40v, 42, 54v, 55v, 60.
- The Unknown lover, Machaut et Solage - Gothic Voices (20-22 février 2006 - Avie AV 2089)
Contient : fos 20, 22v, 23v, 36, 47, 49v, 50, 50v, 57v, 58, 58v, 59. Sept pièces de Machaut le célèbre prédécesseur (aucune du Codex), deux morceaux anonymes (que Yolanda Plumley, auteur du livret propose d'accorder à Solage en raison du style proche) et les dix attributions formelles du manuscrit : voici l'intégrale des œuvres de Solage.
- Codex Chantilly 1 - Ensemble Tetraktys (2008 - Etcetera KTC 190)
Contient : fos 13v, 19v, 24, 24v, 28, 36, 40, 44v.
- Codex Chantilly 2 - Ensemble Tetraktys (janvier-mai 2010 - Etcetera KTC 1905)
Contient : fos 13, 17, 18/50v, 18v, 19, 20, 20v, 25v, 26v.
- Codex Chantilly, En l'Amoureux Vergier - Ensemble De Cælis, dir. Laurence Brisset (13-16 avril 2010 - Æon)
Contient : fos 19, 20, 23v, 29, 32v, 33v, 43v, 47, 50, 54v, 55v, 56v, 59, 60, 64v-65, 67v-68.
- Corps femenin - Ferrara Ensemble, dir. Crawford Young (2000/2009, Arcana A 355 / 4CD A 382) (OCLC 647357558 et 923760144)
Contient : fos 32, 39, 33v, 43v.
- Think Subtilior, le cercle des fumeux - Ensemble Santenay : Julla von Landsberg, voix et organetto ; Elodie Wiemer, flûte à bec ; Szilárd Chereji, vièle ; Orí Harmelin, luth (août 2014, Ricercar)
Contient ; fos 12, 34v, 49v, 59 (deux versions) et deux pièces de Johannes Ciconia et Matteo da Perugia